# Maudelle Shirek Building

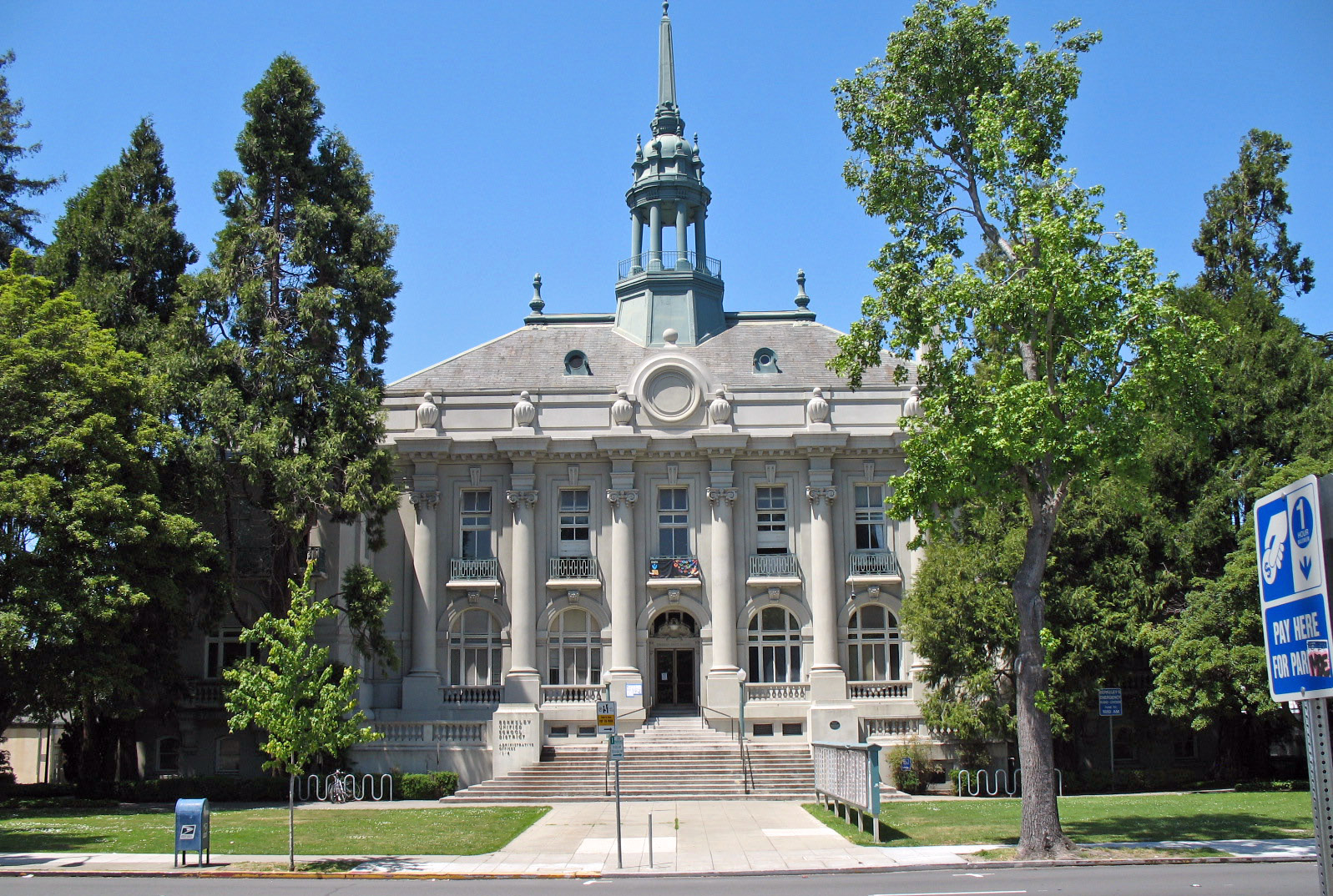
De façade van het gebouw.

Het Maudelle Shirek Building, ook bekend als Berkeley City Hall en Old City Hall, is het voormalige stadhuis van de Amerikaanse stad Berkeley (Californië). De gemeenteraad (city council) vergadert er nog wel. Het gebouw ligt aan 2134 Martin Luther King, Jr. Way in het centrum van de stad. Het is sinds 1975 een gemeentelijk monument en sinds 1981 staat het oude stadhuis in het National Register of Historic Places.

## Geschiedenis

### Eerste stadhuis
Berkeley werd in 1878 als zelfstandige stad gesticht door het samengaan van West Berkeley aan de Baai van San Francisco en East Berkeley aan de voet van de Berkeley Hills. Het eerste stadhuis werd zes jaar later gebouwd in 1884 en was van hout. Dit gebouw stond aan University Avenue ter hoogte van Sacramento Street, en niet op de huidige locatie aan M. L. K., Jr. Way (toen Grove Street). Het bestuur besloot namelijk het stadhuis tussen beide kernen te bouwen, omdat men geen kant wilde kiezen. Deze beslissing viel echter bij niemand in de smaak.
In 1897 besloot het bestuur om het stadhuis naar East Berkeley te verplaatsen en ze stelden een commissie aan die mogelijke locaties moest zoeken. Dit tot ongenoegen van de inwoners van West Berkeley en enkele bestuursleden. Twee jaar later, in 1899, nam de raad van bestuur een resolutie aan om het stuk grond tussen Grove Street, Allston Way, Mary Street (nu McKinley Street) en Strawberry Creek te huren voor het stadhuis. Het stadhuis werd in drie weken tijd over de weg verplaatst, terwijl het bestuur nog in het gebouw samenkwam voor de raadsvergaderingen. De houten constructie stond vijf jaar op zijn nieuwe locatie, totdat een brand in het stadhuis zelf er op 22 oktober 1904 voor zorgde dat het binnen een uur in vlammen opging.

### Tweede stadhuis

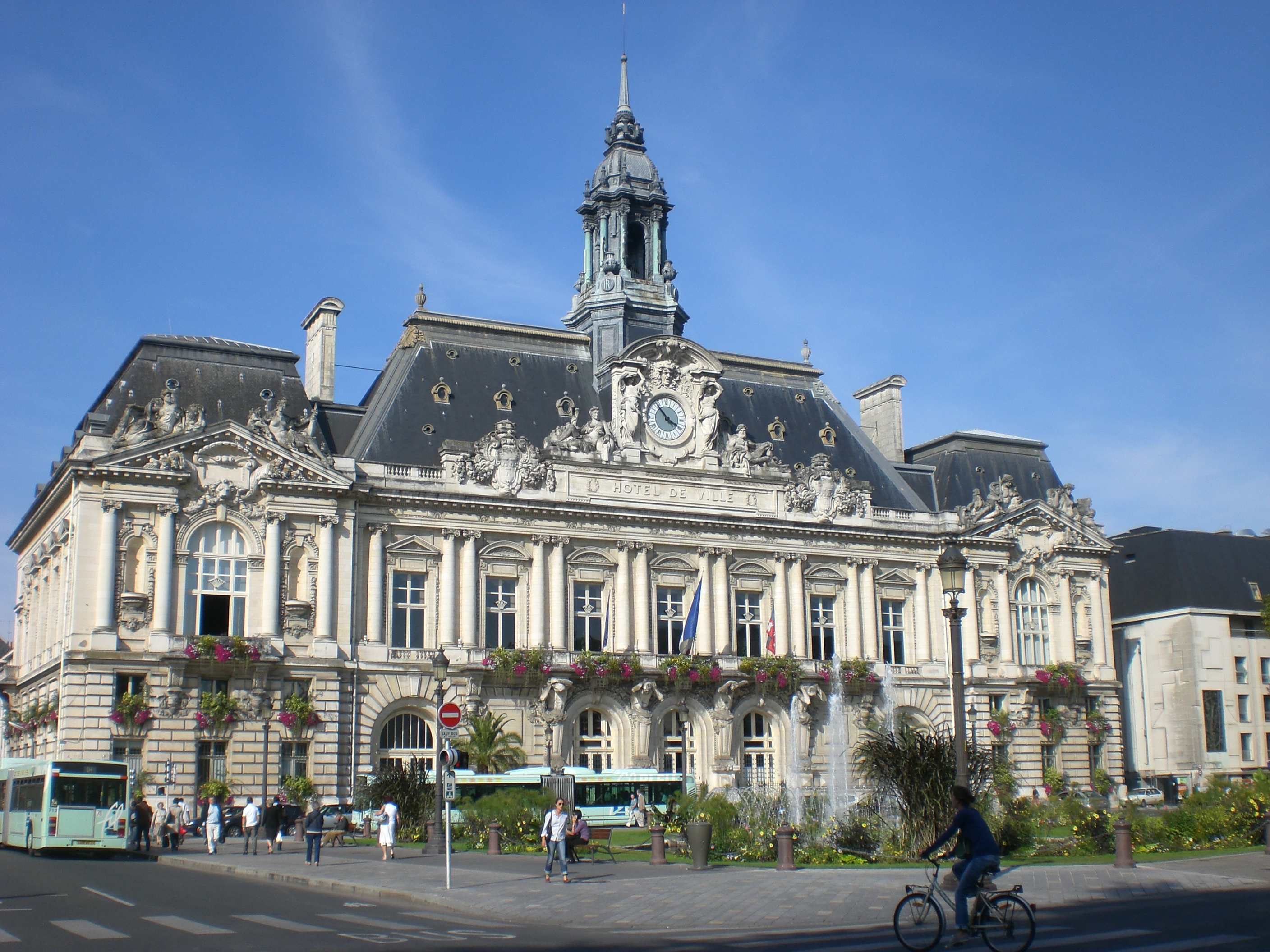
Het stadhuis van de Franse stad Tours, een inspiratie voor het gebouw uit 1909.

Christian Hoff, een van de bestuursleden die tegen de verhuizing van het oude stadhuis was geweest, diende in 1904 een voorstel in om $100.000 vrij te maken voor een nieuw stadhuis. In 1907 vroeg het stadsbestuur ontwerpen voor het nieuwe gebouw aan. Uit elf ingestuurde ontwerpen koos men voor dat van John Bakewell, Jr. en Arthur Brown, Jr.. Het gebouw werd opgetrokken in de stijl van de beaux-arts en is gebaseerd op het stadhuis van Tours (Frankrijk). De raad van bestuur en de inwoners van Berkeley waren het oneens over de toren op het stadhuis; de bestuursleden waren tegen vanwege de extra kosten, maar de burgers stonden erop dat er een zou komen. Het ontwerp werd daardoor meerdere malen gewijzigd tot men uiteindelijk besloot een toren toe te voegen.
De bouw duurde van 1908 tot en met 1909. Een maand voor de oplevering berichtte een krant over de onhandige indeling van het stadhuis; de gangen zouden te ruim zijn en de kantoorruimtes te smal. Desalniettemin nam de stad het gebouw in gebruik. In 1925 werd er een bijgebouw aan de achterzijde gebouwd.
Het gebouw diende tot 1977 als stadhuis en het bestuur van Berkeley Unified School District (BUSD) vestigde zich er toen. De city council (gemeenteraad) bleef het gebouw wel gebruiken voor vergaderingen, maar de ambtenaren verhuisden naar het Civic Center Building aan Milvia Street aan de overkant van het Martin Luther King, Jr. Civic Center Park. Het BUSD verliet het gebouw in 2011 en ook vanuit de city council zijn er plannen (geweest) om hetzelfde te doen. In 2007 werd de naam officieel veranderd naar het Maudelle Shirek Building; Maudelle Shirek is lange tijd raadslid geweest van de stad.